# 마키에

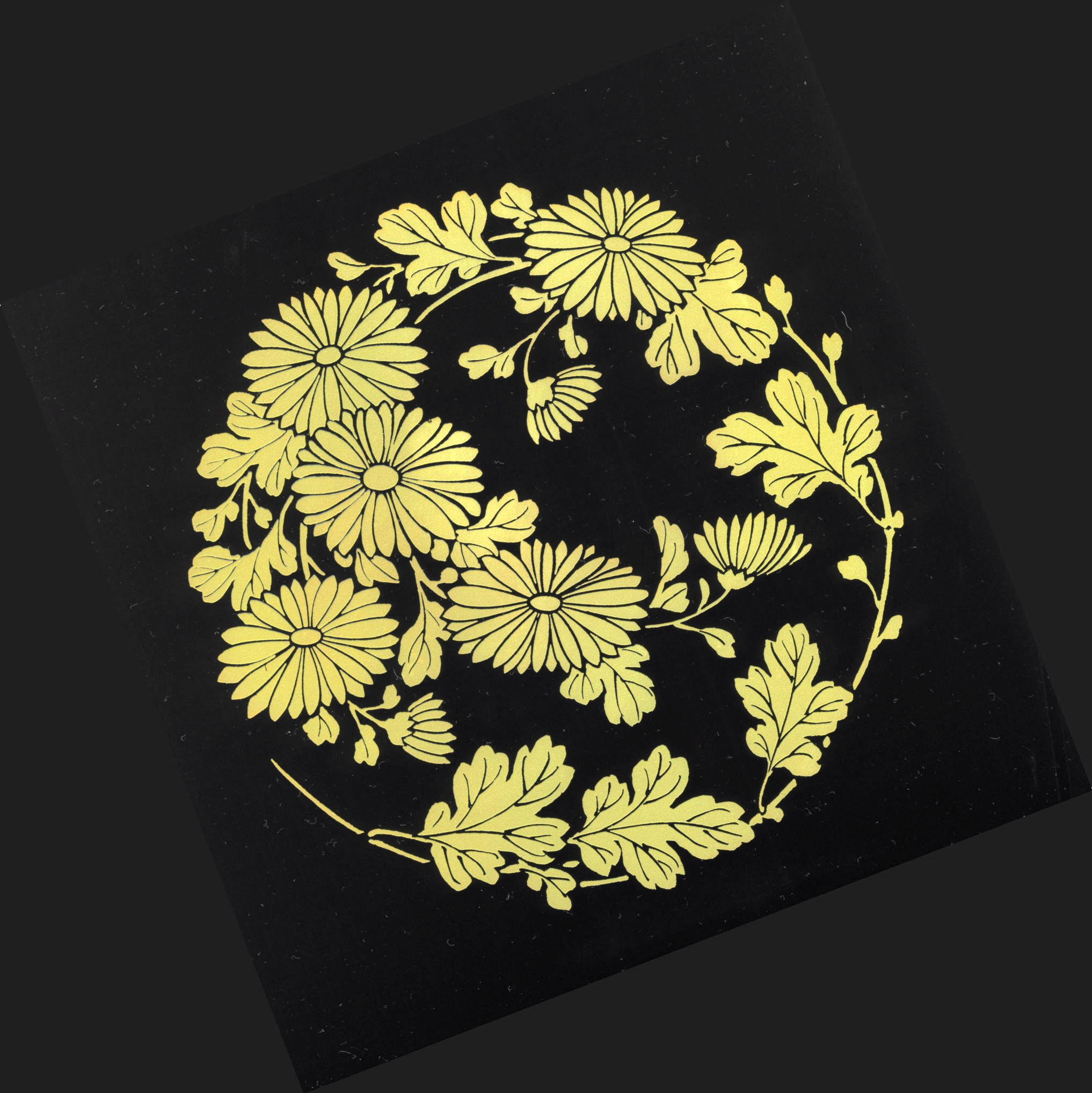
칠기판 병풍에 그려진 마키에 국화

마키에(일본어: 蒔絵 まきえ[*])는 칠기의 표면에 옻칠로 그림이나 무늬, 글자 등을 그리고 그것이 마르기 전에 금이나 은 등의 금속 가루를 뿌림(蒔く)으로써 기면에 정착시키는 기법, 또는 그 기법을 이용해 만든 칠기를 말한다.
금은박판을 정착시키는 효몬(平文) 또는 헤이다츠(平脱)이나 칠기 표면에 홈을 파 금은박을 매립하는 친킨(沈金), 야광조개, 전복조개 등을 무늬 모양으로 잘라 비친 것을 붙이거나 매립하는 라덴(螺鈿) 등과 함께 칠기의 대표적 가식 기법 중 하나로, 특히 일본에서 발전하고 범용된 일본 칠기의 대표적인 기법이다. 마키에라는 용어는 헤이안 시대에 처음 등장했다.

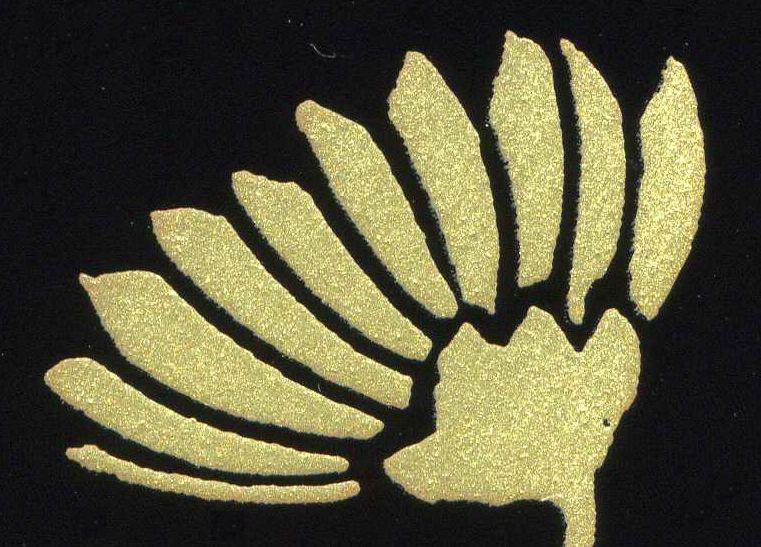
마키에 (확대 사진)

## 주요 기법과 그 역사

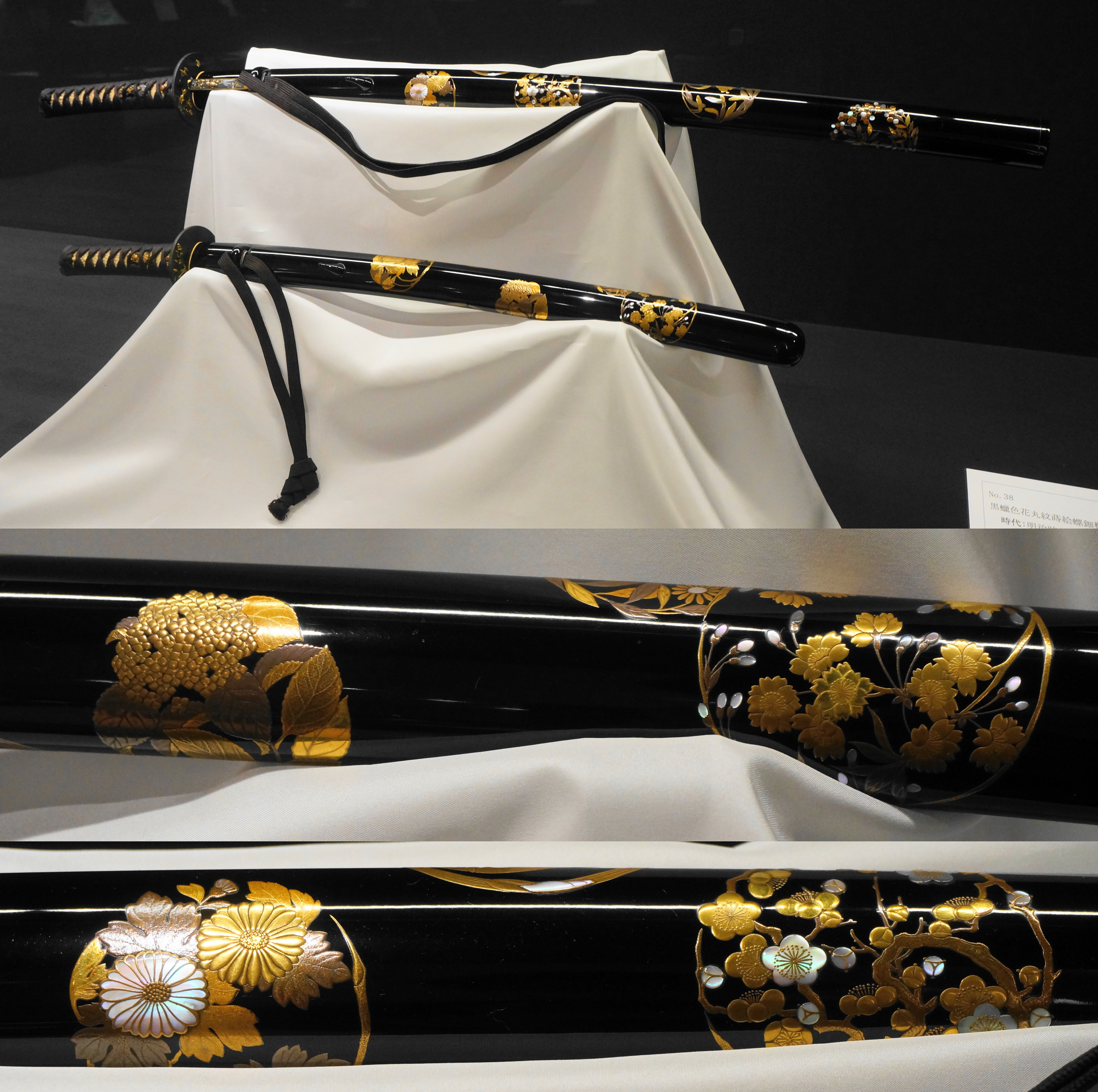
흑랍색 화환문 마키에 나전칼집 대소존. 마키에와 자개로 호화롭게 장식된 대소(우치가타나와 와키자시)의 존.

### 공정 상의 분류
마키에는 공정 상의 분류로 크게 나누면, 히라마키에(平蒔絵), 토기다시마키에(研出蒔絵), 타카마키에(高蒔絵)의 3가지 기법으로 분류된다. 여기에 토기다시마키에와 타카마키에를 조합한 시시아이토기다시마키에(肉合研出蒔絵)를 포함한 4가지 기법이 대표적인 마키에 기법이다.